# Иваниха (Родниковский район)
Иваниха — деревня в Родниковском районе Ивановской области. Входит в состав Филисовского сельского поселения.

## География
Находится в центральной части Ивановской области на расстоянии приблизительно 4 км на северо-запад по прямой от районного центра города Родники.

## История
В 1872 году здесь (тогда деревня Нерехтского уезда Костромской губернии) было учтено 14 дворов, в 1907 году — 21.

## Население
Постоянное население составляло 106 человек (1872 год), 97 (1897), 125 (1907), 17 в 2002 году (русские 100 %), 11 в 2010.